# Encephalartos ferox
Encephalartos ferox ist eine Pflanzenart aus der Gattung der Brotpalmfarne (Encephalartos) in der Familie Zamiaceae innerhalb der Ordnung der Palmfarne (Cycadales). Die seit 2015 zwei Unterarten kommen im südlichen Afrika vor.

## Beschreibung

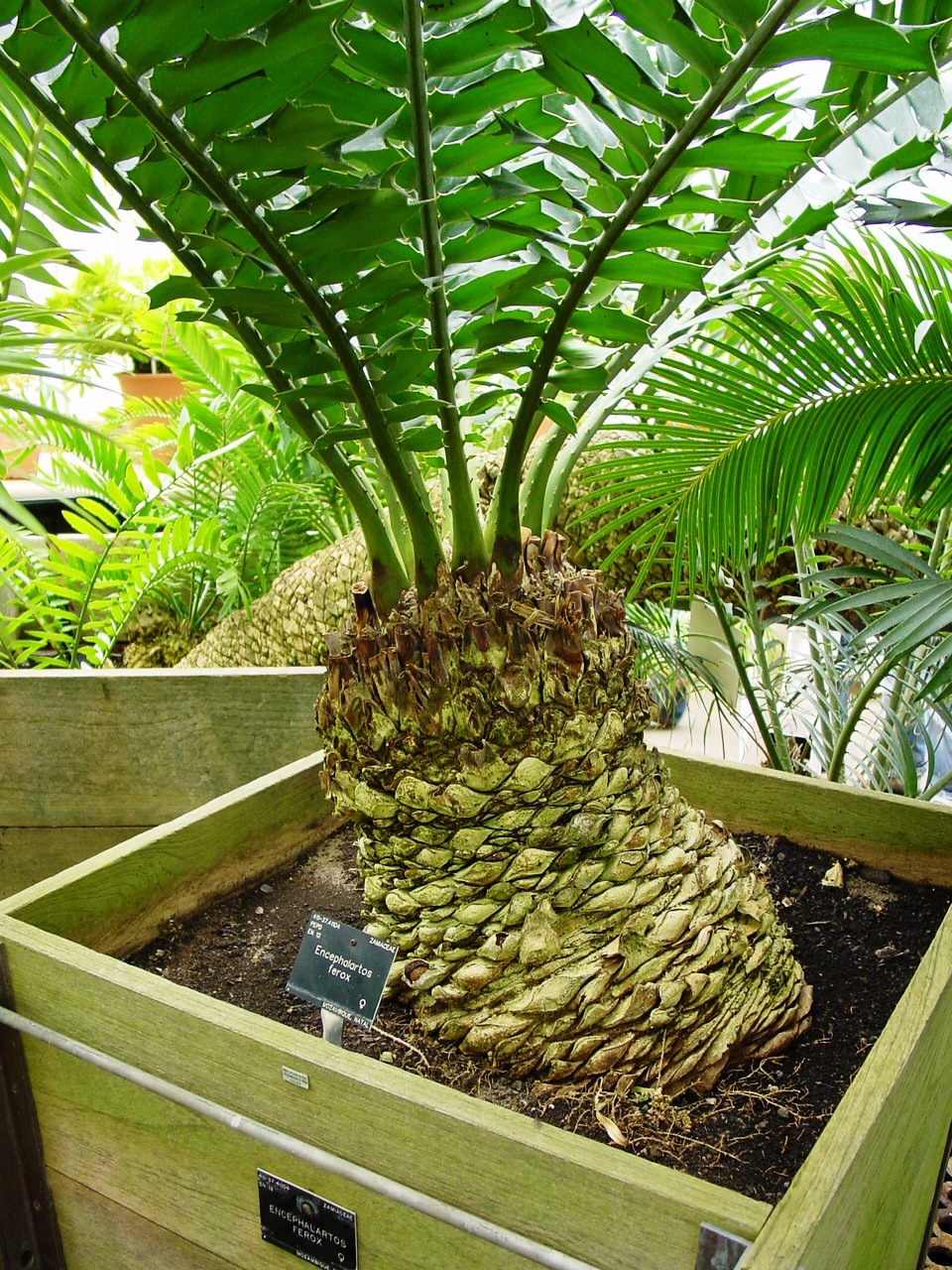
Stamm

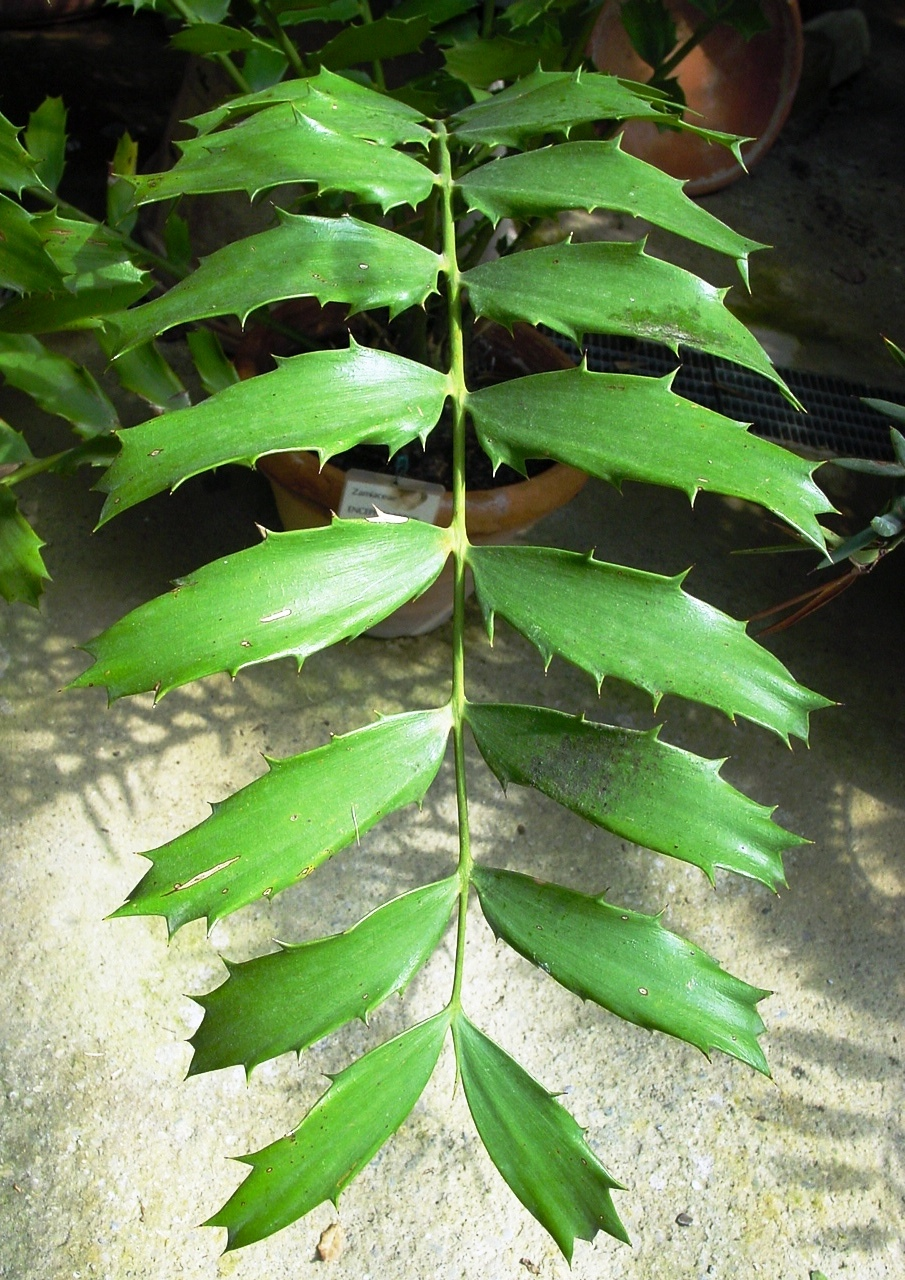
Fiederblatt

### Vegetative Merkmale
Die Stämme sind unterirdisch oder baumförmig, meist einzeln, selten mit Wurzelschösslingen an der Stammbasis. Die Blattkrone befindet sich meist auf Bodenniveau, der wachsende Stamm wird durch kontraktile Wurzeln in den Boden gezogen. Selten bildet sich ein oberirdischer Stamm mit Wuchshöhen von 1 bis 2 Metern Höhe und Durchmessern von 30 bis 35 Zentimetern.
Die zahlreichen Blätter sind glänzend dunkelgrün. Sie sind 1 bis 2 Meter lang, 30 bis 36 Zentimeter breit, gerade oder leicht bogig. Junge Blätter sind dicht behaart, ausgewachsene jedoch kahl. Der Blattstiel ist 9 bis 24 Zentimeter lang. Die Fiederblättchen sind am Rand mit zwei bis vier kleinen bis großen Zähnen besetzt und enden an der Spitze in drei bis fünf stechenden Lappen.

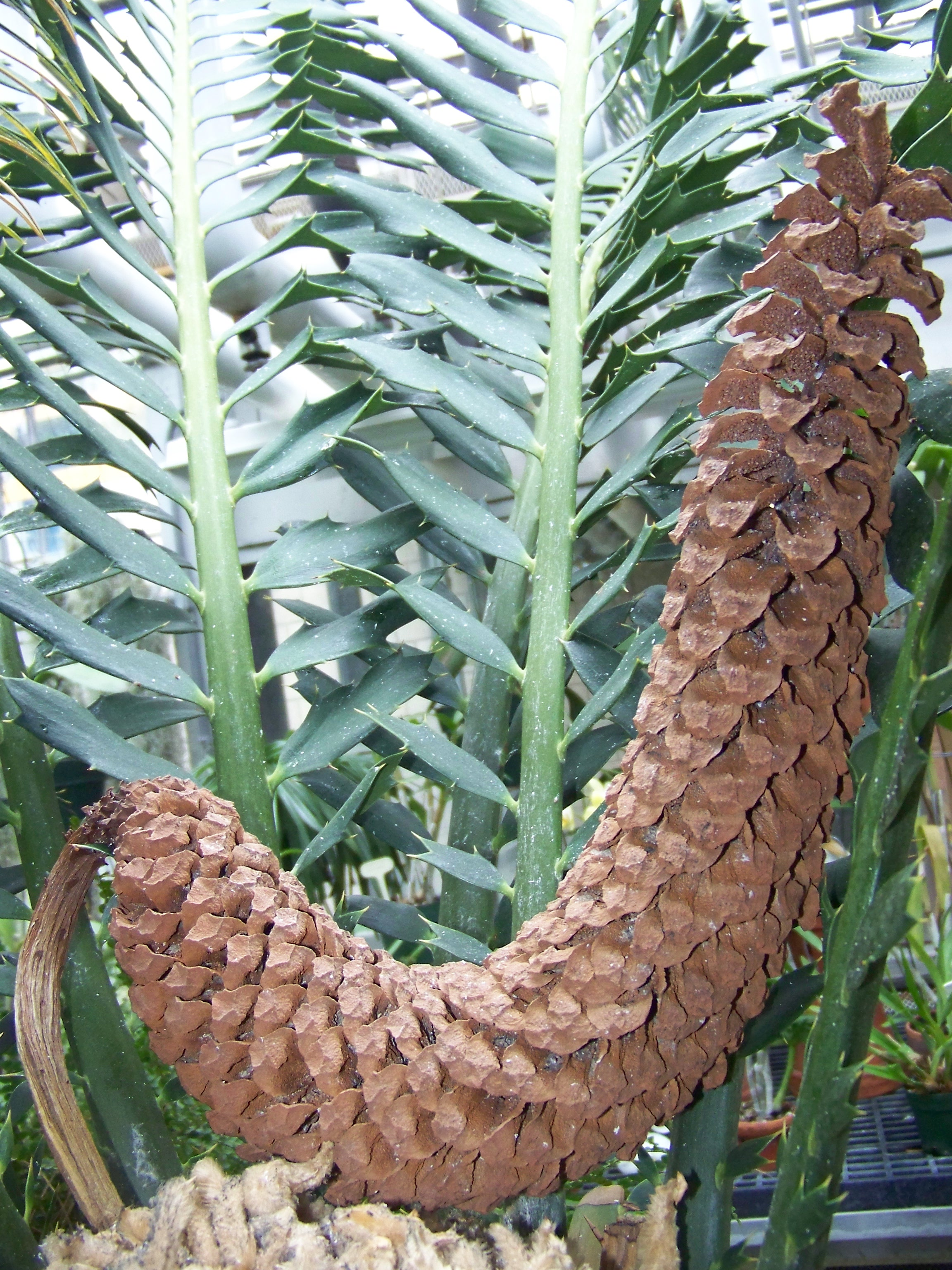
Männlicher Zapfen

### Generative Merkmale
Die weiblichen Zapfen stehen einzeln oder bis zu dritt, bei sehr alten Exemplaren auch bis zu fünft. Die weiblichen Zapfen sind bei einer Länge von 25 bis 50 Zentimetern sowie einem Durchmesser von 20 bis 40 Zentimetern eiförmig. Ihre Farbe reicht von (selten) gelb über orangefarben bis knallrot. Der Stiel ist sehr kurz, sodass der Zapfen sitzend erscheint. Die an der Zapfenoberfläche liegende Seite des Sporophylls ist 15 bis 18 Millimeter hoch und 38 bis 42 Millimeter breit; sie ist faltig und endet in einem deutlichen Schnabel. Die glatte, zur Reife knallrote Sarcotesta des Samens ist bei einer Länge von 44 bis 50 Millimetern sowie einem Durchmesser von 15 bis 20 Millimetern eiförmig.
Die männlichen Zapfen stehen einzeln bis zu dritt, bei großen Pflanzenexemplaren bis zu zehnt. Sie sind annähernd zylindrisch und 40 bis 50 Zentimeter lang bei einem Durchmesser von 7 bis 10 Zentimeter. Die Farbe ist (selten) gelb bis pink oder scharlachfarben. Der Stiel ist 10 bis 15 Zentimeter lang. Die an der Zapfenoberfläche liegende Seite des Sporophylls ist 9 bis 12 Millimeter hoch und 20 bis 22 Millimeter breit.

## Systematik, botanische Geschichte und Verbreitung
Entdeckt wurde diese Art vom italienischen Pflanzensammler Carlo Antonio Fornasini. Die Erstbeschreibung von Encephalartos ferox erfolgte 1851 durch Giuseppe Bertoloni in Mem. Reale Accad. Sci. Ist. Bologna, 3, Seite 264. Das Artepitheton ferox bedeutet „wild“ und spielt auf die sehr dornigen Blattfiederchen an. Ein (ungültiges) Synonym für die Art ist Encephalartos kosiensis. 1932 hatte John Hutchinson die Art anhand von Pflanzen in Durban nochmals beschrieben, ohne von der Beschreibung von Encephalartos ferox zu wissen.
Seit 2015 gibt es zwei Unterarten:
- Encephalartos ferox subsp. emersus P.Rousseau, Vorster & A.E.van Wyk: Sie wurde 2015 aus Mosambik erstbeschrieben.[1]
- Encephalartos ferox subsp. ferox: Sie kommt von Mosambik bis KwaZulu-Natal vor.[1] Sie kommt im südlichen Afrika von Zululand und dem Nordosten von KwaZulu-Natal bis an die Sordwana-Bucht, etwa 650 km nördlich von Maputo, Mosambik, vor. Sie wächst in küstennahen Gebüschen auf stabilen Sanddünen, aber auch weiter landeinwärts, dann im Schatten von höherer Vegetation. Das Klima ist heiß und feucht, frostfrei, bei Jahresniederschlägen von 1000 bis 1250 mm, die überwiegend im Sommer fallen. Entwaldung in Südafrika und wachsender Bevölkerungsdruck haben zu einem Rückgang der Bestände geführt.

## Nutzung
In der Vergangenheit wurde aus dem Mark des Stammes Stärke gewonnen. Encephalartos ferox ist einer der häufigsten Palmfarn-Arten in Botanischen Gärten und anderen Sammlungen. Die Gründe liegen in der leichten Pflege und in seinen bunten Zapfen.